# Eutelesia phaeochroa
Eutelesia phaeochroa là một loài bướm đêm thuộc phân họ Arctiinae, họ Erebidae.